# Vignevieille
Vignevieille település Franciaországban, Aude megyében. Lakosainak száma 106 fő (2022. január 1.). Vignevieille Lairière, Mayronnes, Montjoi, Saint-Martin-des-Puits, Salza és Termes községekkel határos.

## Népesség
A település népessége az elmúlt években az alábbi módon változott:
| Lakosok száma | 112  | 78   | 75   | 92   | 99   | 101  | 105  | 105  | 105  | 106  |
|               | 1968 | 1982 | 1990 | 2006 | 2013 | 2015 | 2017 | 2019 | 2020 | 2022 |